# Operatie Typical
Operatie Typical was tijdens de Tweede Wereldoorlog een militaire operatie uitgevoerd door de Special Operations Executive (SOE). Vier Britse SOE-agenten zouden op 22 mei 1943 in Joegoslavië verschillende activiteiten plannen samen met Josip Broz Tito en Joegoslavische verzetsbewegingen. Het team sprong in het gebied en werd vervolgens aangevallen door de Duitsers die bezig waren met Fall Schwarz.